# Reinoso de Cerrato
Reinoso de Cerrato település Spanyolországban, Palencia tartományban. Reinoso de Cerrato Soto de Cerrato, Magaz de Pisuerga, Villamediana, Villaviudas és Valle de Cerrato községekkel határos. Lakosainak száma 57 fő (2024).

## Népesség
A település népessége az elmúlt években az alábbi módon változott:
| Lakosok száma | 85   | 69   | 70   | 59   | 57   | 53   | 51   | 53   | 56   | 57   |
|               | 2001 | 2004 | 2007 | 2009 | 2012 | 2014 | 2017 | 2019 | 2022 | 2024 |